# Elewout Acke
Elewout Acke is een Belgische muzikant en componist uit Gent die al sedert zijn negende optreedt voor publiek. Hij speelt meestal klassieke muziek maar brengt ook andere genres. Hij werd als jongtalent bekend met de muzikale begeleiding van zijn zus Marjolein, vioolspel en eigen composities.  

## Levensloop
Elewout Acke is opgegroeid in een muzikaal Gents gezin: vader speelt gitaar, moeder zingt en ook zijn zus en broer hebben muzikale interesses. Zus Marjolein is muzikante en sopraan, gekend van diverse talentenjachten en muzikale concours.
Elewout begon bij het kinderkoor van de Gentse opera, leerde diverse muziekinstrumenten te bespelen en ontpopte zich naast solist ook regelmatig tot muzikaal begeleider van zijn zus. Hij ondersteunde haar soms ook als figurant om een humoristische dimensie aan de act toe te voegen. 
Hij startte al vroeg met het schrijven van eigen muziek, waaronder op 12-jarige leeftijd Wilma et Wiske en een jaar later Somnium Meum. Sedert 2022 vertolkte het HERMESensemble al twee van zijn composities The Exhausted Nature en Empathie.

## Opleiding
- Middelbaar onderwijs
- Muziekschool, piano

## Optredens en uitvoeringen
- 2016 Kinderkoor van de Vlaamse Opera met zus Marjolein en broer Florian Acke in Babel, een libretto van Frank Adam. [1]
- 2017 Kinderkoor van de Vlaamse Opera, Kerstconcert in de Bozar. [2]
- 2021 Strigendo VZW, finalist in de wedstrijd voor jonge solisten in de categorie strijkers geboren in 2007-2008 met Nightingale van Henri Vieuxtemps.
- 2022-2023 123-Piano.
- 2023 Prinses Christina Concours, Perfect Pitch winnaars categorie 1 met zijn zuster Marjolein.
- 2023 The Exhausted Nature, een eigen compositie uitgevoerd door het HERMESensemble.
- 2024 Empathie, een eigen compositie uitgevoerd door het HERMESensemble.

## Composities
- Wilma et Wiske
- Somnium Meum
- The Exhausted Nature
- Empathie
- Warum vernichten wir sie

## Discografie

### Albums
- 2020 - Classics Live, met Marjolein Acke, Amira Willighagen en Anne Keizer

## Videografie
- 2020 - 5 Jaar Gelukskinders, met Marjolein Acke, Amira Willighagen, Anne Keizer en het Cantabile Choir